# Molycria
Molycria is een geslacht van spinnen uit de  familie van de Prodidomidae.

## Soorten
- Molycria amphi Platnick & Baehr, 2006
- Molycria broadwater Platnick & Baehr, 2006
- Molycria bulburin Platnick & Baehr, 2006
- Molycria bundjalung Platnick & Baehr, 2006
- Molycria burwelli Platnick & Baehr, 2006
- Molycria canonba Platnick & Baehr, 2006
- Molycria cleveland Platnick & Baehr, 2006
- Molycria cooki Platnick & Baehr, 2006
- Molycria dalby Platnick & Baehr, 2006
- Molycria daviesae Platnick & Baehr, 2006
- Molycria dawson Platnick & Baehr, 2006
- Molycria drummond Platnick & Baehr, 2006
- Molycria goanna Platnick & Baehr, 2006
- Molycria grayi Platnick & Baehr, 2006
- Molycria isla Platnick & Baehr, 2006
- Molycria kaputar Platnick & Baehr, 2006
- Molycria mammosa (O. P.-Cambridge, 1874)
- Molycria mcleani Platnick & Baehr, 2006
- Molycria milledgei Platnick & Baehr, 2006
- Molycria moffatt Platnick & Baehr, 2006
- Molycria monteithi Platnick & Baehr, 2006
- Molycria moranbah Platnick & Baehr, 2006
- Molycria nipping Platnick & Baehr, 2006
- Molycria quadricauda (Simon, 1908)
- Molycria raveni Platnick & Baehr, 2006
- Molycria robert Platnick & Baehr, 2006
- Molycria smithae Platnick & Baehr, 2006
- Molycria stanisici Platnick & Baehr, 2006
- Molycria taroom Platnick & Baehr, 2006
- Molycria thompsoni Platnick & Baehr, 2006
- Molycria tooloombah Platnick & Baehr, 2006
- Molycria upstart Platnick & Baehr, 2006
- Molycria vokes Platnick & Baehr, 2006
- Molycria wallacei Platnick & Baehr, 2006
- Molycria wardeni Platnick & Baehr, 2006
- Molycria wrightae Platnick & Baehr, 2006